# Web2C
Web2C是一整套TeX相关程序的集合，也是TeX的一种实现，它包含TeX本身、MetaFont、MetaPost、BIBTeX等，是很多TeX发行套件的内核。Web2C的工作机理是将高德纳用文学编程语言WEB所编写的原始代码转换为C语言，即Web-to-C。Web2C最初适用于Unix系统，目前已扩展到包括DOS、Amiga、Windows、Mac OS X等在内的多种操作系统。

## 历史
Web2C最早由Tomas Rokicki在1987年实现，他开发了第一套将TeX系统的代码转换为C语言代码的系统。Tim Morgan后来成为了这套系统的维护者，在这期间，软件的名称改为Web-to-C。在许多其他贡献者的帮助下，1990年Karl Berry接手了这项工作。1997年，Karl将这项工作交给了Olaf Weber。Olaf在2006年又把这项工作交还给了Karl。

## 主要内容
所有的Web2C程序均使用Kpathsea路径搜索库来查找文件，这套库结合环境变量和配置文件的使用来优化大量TeX文件的搜索。
以Web2C方式处理的核心TeX程序包括：
- bibtex：维护参考文献
- dvicopy：展开DVI中的虚拟字体引用
- dvitomp：将DVI转换为MPX（MetaPost图片）
- dvitype：将DVI转换为可读文本
- gftodvi：生成Generic格式字体的proofsheet
- gftopk：将Generic格式字体转换为packed格式字体
- gftype：将Generic格式字体转换为可读文本
- mf：创建字体
- mft：以漂亮的方式排版输出MetaFont的代码
- mpost：创建技术性插图
- patgen：创建断字规则文件
- pktogf：将Packed格式字体转换为generic格式字体
- pktype：将PK格式转换为可读的文本
- pltotf：将纯文本的property list转换为TFM格式
- pooltype：显示WEB的pool文件
- tangle：将WEB转换为Pascal代码
- tex：排版
- tftopl：将TFM格式转换为纯文本的property list格式
- vftovp：将虚拟字体格式转换为virtual property list格式
- vptovf：将virtual property list格式转换为虚拟字体格式
- weave：将WEB转换为TeX

## 许可协议
由于创作者的情况各异，Web2C的不同部分采用了不同的许可协议。简而言之，Web2C的可执行文件都采用GPL协议；而源自斯坦福的底层源文件则有其特定的许可协议，不适用GPL协议。